# The Walker Brothers
The Walker Brothers — американская поп-группа, образованная 1964 году в Лос-Анджелесе.

## История
Гэри Лидс, бывший участник The Standells, встретился с экс-басистом группы Routers, Ноэлем Скоттом Энгелом, когда тот выступал вместе с Маусом в составе Dalton Brothers. В 1964 году, трио сменило название на The Walker Brothers и после малообещающего начала карьеры в Америке музыканты решили перебраться в Британию. Прибыв в 1965 году на Британские острова, трио попало в поле зрения менеджера Мориса Кинга и заключило контракт с фирмой «Philips». Дебютная запись «Pretty Girls Everywhere» с вокальной партией в исполнении Мауса, большого успеха среди слушателей не имела, однако произведение «Love Her» с вокалом Энгела попало в британского Тор 20, в мае 1965 года и обязанности главного вокалиста полностью перешли к Скотту. Группа уверенно заняла свою нишу в британском музыкальном сообществе. Наряду с вокальным способностям, The Walker Brothers имели великолепный внешний вид, напоминающий кинозвезд, поэтому троица быстро попала на постеры, которые охотно раскупали подростки.
На своих альбомах трио презентовало смесь из баллад, соул-стандартов и ритмических поп-песен, однако на синглах музыканты настойчиво выпускали мелодраматические произведения, которые были подкреплены струнными партиями в исполнении инструментальной группы Johnny В. Great & Quotations и блестящими аранжировками Джонна Френзи. Роль дирижёра зачастую поручали Айвори Рэймонду и Регу Гесте. Грустная баллада авторства Берта Бакарака и Хэла Дэвида «Make It Easy on Yourself» (американский хит из репертуара Джерри Батлера) подняла трио на первое место британского чарта, а композиция подобного стиля — «My Ship Is Coming In» попала в Top 3. Романтизм The Walker Brothers достиг своего апогея в композиции Боба Кру и Боба Гаудио «The Sun Ain’t Gonna Shine Anymore», в которой глубокий баритон Скотта дополняла блестяще уравновешенная вокальная гармония в стиле Four Seasons. Эта песня целый месяц держалась на первой позиции британского хит-парада и стала их второй (и последней) композицией, попавшей также в американский Тор 20. В дальнейшем, в отношениях музыкантов началось некоторое напряжение, что отразилось на их другом макси-сингле «Solo Scott, Solo John» в 1967 году, название которого четко указывала на предстоящую судьбу трио. Несмотря на то, что в период 1965—1967 годов, их произведения регулярно появлялись на топ-листах, уровень, который презентовали своими записями The Walker Brothers, становился все менее импонирующим. Например, песня «(Baby) You Don’t Have To Tell Me» Пита Отелло была довольно слабым продолжением старых хитов трио и оказалась началом его упадка. Хотя композиция авторства Бакарака и Дэвида «Another Tear Falls» в их исполнении, добралась до двенадцатого места, но уже следующая песня — «Deadlier Than The Male», едва попала в Тор 30. Правда, записанная ими популярная композиция Берта Берса «Stay With Me Baby» хорошо демонстрировала известный мелодраматизм трио, однако не вернула группу на вершину чартов. В такой ситуации в начале 1967 года музыканты решили прекратить совместную деятельность. Решение оказалось верным. Прощальный сингл «Walking In The Rain» не вернул им популярности.
Сольные карьеры участников The Walker Brothers сложились по-разному, однако настоящей неожиданностью было возрождение деятельности группы в 1975 году. Записанный тогда альбом «No Regrets» представил материал различных авторов и не принес успеха, хотя заглавная композиция вернула The Walker Brothers в Тор 10, после десятилетнего перерыва. Следующий альбом «Lines» напоминал предшественника и только последний — «Nite Flights», авторами которого полностью были участники трио, презентовал смелые, экспериментальные произведения с мрачными текстами и очень необычными аранжировкам. Однако и этот альбом потерпел коммерческое поражение, но ещё перед его выходом Скотт, Джон и Гэри решили продолжить сольные карьеры, правда, они так и не принесли им ожидаемого успеха. При этом, в своей сольной деятельности Скотт Уокер сумел достичь статуса «культового» артиста.

## Состав группы
- Скотт Уокер — при рождении Noel Scott Engel, 9 января 1943, Гамильтон, Огайо — лид-вокалист, бас-гитарист.
- Гэри Уокер — при рождении Gary Leeds, 9 марта 1942, Глендейл, Калифорния — ударник, вокалист.
- Джон Уокер — при рождении John Maus, 12 ноября 1943, Нью-Йорк — 7 мая 2011[1][2] — гитарист, вокалист.

## Дискография
- 1965: Таке It Easy With The Walker Brothers
- 1966: Portrait
- 1967: Images
- 1967: The Walker Brothers Story
- 1975: No Regrets
- 1977: Lines
- 1978: Nite Flights
- 1983: The Walker Brothers Hits
- 1987: The Walker Brothers In Japan
- 1990: After The Lights Go Out — The Best Of 1965—1967
- 1991: No Regrets — The Best Of The Walker Brothers 1965—1976

### Скотт Уокер (Scott Walker)

#### Студийные альбомы
- 1967: Scott
- 1968: Scott 2
- 1969: Scott 3
- 1969: Songs From Scott’s TV Series
- 1970: Scott 4
- 1971: Til' The Band Comes In
- 1972: The Moviegoer
- 1973: Any Day Now
- 1973: Stretch
- 1974: We Had It All
- 1984: Climate Of Hunter
- 1995: Tilt
- 2006: The Drift
- 2012: Bish Bosch

#### Сборники
- 1968: Looking Back With Scott Walker
- 1969: The Best Of Scott
- 1981: Fire Escape In The Sky
- 1990: Boy Child

## Источник
- The Walker Brothers в музыкальной энциклопедии All Music Guide.